# Bezirksamt Triberg

Lage der Bezirksämter in Baden im Jahr 1890

Das Bezirksamt Triberg mit Sitz in Triberg im Schwarzwald, einer Stadt im heutigen Schwarzwald-Baar-Kreis in Baden-Württemberg, war von 1810 bis 1924 ein badisches Bezirksamt.

## Geschichte
Das standesherrlich fürstenbergische Bezirksamt Triberg wurde 1810 eingerichtet. Es erhielt vom Bezirksamt Neustadt die Orte Linach, Schönenbach und Langenbach, musste die Orte jedoch 1824 wieder zurückgeben. 1857 wurde das Bezirksamt Hornberg aufgelöst und kam zum Amt Triberg. 
Im Jahr 1924 wurde das Bezirksamt Triberg aufgehoben und die Orte auf die Bezirksämter Donaueschingen (Furtwangen, Gütenbach, Neukirch und Rohrbach), Villingen und Wolfach (Hornberg) verteilt.

## Amtsvorsteher
Die Amtsvorsteher von 1810 bis 1924:
- 1796 bis 1816: Karl Theodor Huber
- 1816 bis 1819: Josef Eberle (als Amtsverweser)
- 1819 bis 1832: Josef Bleibimhaus
- 1832 bis 1849: Severin Bernhard Gissler
- 1849 bis 1855: Leopold Rieder
- 1855 bis 1862: Otto von Senger
- 1862 bis 1864: Hermann Baader
- 1864 bis 1868: Eduard Engelhorn
- 1868 bis 1873: Eduard Erxleben
- 1873 bis 1876: Ludwig Salzer
- 1876 bis 1880: Robert Benckiser
- 1880 bis 1886: Max Becker
- 1886 bis 1890: Hermann von Rotteck
- 1890 bis 1896: Emil Nußbaum
- 1896 bis 1902: Karl Hoerst
- 1902 bis 1906: Karl Peter Hermann Jacob
- 1906 bis 1912: Martin Hartmann
- 1912 bis 1916: Karl Cadenbach
- 1916 bis 1918: Max Renner
- 1918 bis 1919: Otto Leers
- 1919 bis 1924: Friedrich Wenz